# Apagesoma
Apagesoma is een geslacht van straalvinnige vissen uit de familie van naaldvissen (Ophidiidae).

## Soorten
- Apagesoma australis Nielsen, King & Møller, 2008
- Apagesoma delosommatus (Hureau, Staiger & Nielsen, 1979)
- Apagesoma edentatum Carter, 1983